# Zathura: A Space Adventure
Zathura: A Space Adventure é um filme dirigido por Jon Favreau, baseado no livro ilustrado de Chris Van Allsburg, autor de Jumanji. É estrelado por Jonah Bobo como Danny e Josh Hutcherson como Walter. Tim Robbins também tem um pequeno papel como o pai divorciado de Walter e Danny. No filme, dois garotos descobrem o espaço em um jogo achado no porão, onde tudo dentro se torna real quando eles o jogam. Foi lançado em 11 de novembro de 2005 pela Columbia Pictures e filmado em Los Angeles e Culver City, Califórnia. O filme também deu uma irmã para os meninos, introduziu um astronauta perdido no enredo, e multiplicou o número de Zorgons e suas naves.

## Enredo
Dois irmãos, Walter (Josh Hutcherson) e Danny (Jonah Bobo), que não se dão nada bem, são obrigados a passar um dia em casa juntos (aos cuidados da irmã mais velha e rabugenta, Lisa (Kristen Stewart), e logo descobrem um jogo no porão chamado Zathura. Os garotos começam a jogar quando o jogo apresenta um cartão indicando "Chuva de Meteoros"; nisso a casa é magicamente atingida por pequenos meteoros do espaço. Os irmãos logo percebem que sua casa inteira foi parar no espaço, e que todas as jogadas se tornarão fatos reais enquanto eles continuarem jogando Zathura. Durante o jogo, Lisa acaba sendo criogenizada no banheiro por cinco rodadas, se tornando praticamente invulnerável aos perigos presentes no jogo. 
Ao longo da história, eles precisam superar a raiva que sentem um pelo outro para que possam sobreviver e chegar ao fim do jogo. Para isto, eles recebem a ajuda de um astronauta (Dax Shepard) que aparece como resultado de um dos cartões do jogo. Logo também surge uma nave com os principais vilões do filme: Os Zorgons, aliens reptilianos parecidos com jacarés que estão sempre em busca de calor e tem um apetite insaciável por carne. O Astronauta conta que os Zorgons são nômades que, após queimarem seu próprio planeta natal a fim de obterem temperaturas mais altas, viajam pelo espaço em busca de mais calor e levam em suas naves um rebanho de ovelhas de quatro olhos para se alimentarem. Os Zorgons abordam a casa flutuante dos irmãos e começam a caçar os seus residentes.
Walter, Danny e o Astronauta se escondem dos Zorgons como podem. Os irmãos continuam jogando, e surge um outro personagem: um Robô (Frank Oz), que aparece primeiramente como um pequeno brinquedo que aumentou de tamanho rapidamente. Supostamente o Robô deveria proteger os jogadores, mas devido a um mau funcionamento o Robô passa a atacar Walter. Walter então usa um cartão indicando a função "Reprogramar", e logo o Robô começa a destruir os Zorgons. Um Zorgon sobrevive ao ataque do robô, e planeja pegar Danny e Walter, que estavam se perguntando aonde estaria Lisa (já liberta da criogenização). Ela salva a vida dos irmãos depois de jogar o piano de Danny em cima do lagarto gigante. Após eles derrotarem a nave Zorgon e Lisa se situar e aceitar o fato de que todos estão no espaço, é hora da identidade do Astronauta ser revelada.
O Astronauta então revela que é uma versão de Walter do futuro. No passado ele recebeu um cartão onde poderia fazer um desejo a uma "Estrela Cadente", e pediu que Danny nunca tivesse nascido – isso deixou Walter impossibilitado de acabar o jogo sozinho, pois ele não tinha outro jogador para competir. Esta história se tornou a base (embora o telespectador apenas observe isto como se fosse uma retrospectiva) de paralelos entre as duas versões de Walter, incluindo a revelação da história sem mencionar o seu nome e o de seu irmão. Ele só conta tal história quando Walter recebe o segundo cartão de "Estrela Cadente", e pede que o astronauta tenha seu irmão de volta, resultando na aparição de "outro" Danny. Depois do Walter do futuro cumprimentar seu irmão, as duas versões dos irmãos se unem a "versão original", fazendo com que o futuro sem Danny fosse apagado. Lisa revelou sentir uma certa atração pelo Astronauta, e consequentemente ficou horrorizada quando descobriu que ele era uma versão mais velha de seu irmão Walter. 
Infelizmente, após Walter libertar o Astronauta e seu irmão, uma grande frota de Zorgons aparece e ataca a casa dos irmãos. É então que Danny chega ao final e ganha o jogo, fazendo surgir Zathura: um enorme Buraco Negro. Zathura primeiramente suga a frota dos Zorgons, e logo após suga Lisa e Walter. Quando Danny está para ser levado por Zathura, o tempo para. Momentos depois, eles estão de volta à Terra, e percebem que as peças do jogo (assim como a casa, os móveis e eles mesmos) estão exatamente como antes do início da partida. Os irmãos mantêm as memórias da grande aventura, mas concordam em nunca mais falar de Zathura.
Alguns minutos depois, quando as crianças entram no carro de sua mãe e vão embora, uma de suas bicicletas cai no gramado da casa, provavelmente vinda do espaço.

## Elenco
- Jonah Bobo: Danny
- Josh Hutcherson: Walter
- Dax Shepard: Astronauta/Futuro Walter
- Kristen Stewart: Lisa
- Tim Robbins: Pai
- Frank Oz: Robô (voz)
- John Alexander: Líder Zorgon
- Derek Mears: Principal Zorgon
- Douglas Tait: Chefe Zorgon
- Jeff Wolfe: Mestre Zorgon
- Adam Wills: Capitão Zorgon

## Produção
Favreau preferiu usar efeitos práticos e instantâneos em vez de CGI no filme. "…é muito mais divertido atirar realmente em naves espaciais ou ter um verdadeiro robô correndo em volta do set, ou reais Zorgons construídos por Stan Winston. Isto dá aos atores, principalmente os jovens, muito mais trabalho", disse ele. Dax Shepard, que interpreta o astronauta no filme, disse que não teria interesse de participar do filme caso os efeitos fossem em CGI. A atriz Kristen Stewart gostou do conjunto de efeitos, dizendo que, "Quando nós arpoamos e estragamos as paredes, aquilo realmente aconteceu. Quando houve incêndio, havia o fogo de verdade", e que "A única tela verde usada foi quando o buraco negro sugou os personagens". Modelos miniaturas foram usados para criar as naves espaciais, e Favreau queria voltar a usar as antigas técnicas utilizadas em muitos filmes anteriores, como na trilogia original de Star Wars. No entanto, algumas naves dos Zorgons foram geradas por computadores, e efeitos digitais foram usados em muitas outras cenas, tais como a criação de meteoros e planetas, gerados por computadores para adicionar pernas e braços pelo fato do robô ter sido construído por Stan Winston Studios.
Jon Favreau desencorajou a noção de que o filme é uma sequela para o filme anterior, Jumanji, não tendo gostado particularmente desse filme. Tanto que ele e Chris Van Allsburg (que também escreveu o livro de mesmo nome no qual se baseia Jumanji) afirmou que Zathura é muito diferente de Jumanji.
A trilha sonora do filme é uma pontuação original de John Debney e pode ser escutada em um CD.

## Lançamento

### Bilheteria
O filme foi considerado uma box-office bomb, pois conseguiu $13.427.872 no primeiro fim de semana de exibição, conseguindo a 2ª posição no fim de semana. Porém, perdeu 62% de audiência na semana seguinte, devido à significante estreia de Harry Potter e o Cálice de Fogo. Acabou com apenas $29.358.869, menos da metade dos 65 milhões de orçamento. A bilheteria internacional foi de $35.062.632, para um total de $64.321.501 mundialmente. Ironicamente, as semelhanças com o enredo de Jumanji provaram ser sua ruína, com um observador referindo-se a ela como Jumanji no espaço sem Robin Williams".

### Crítica
O filme recebeu críticas geralmente positivas. Atualmente detém uma classificação de aprovação de 75% com o "Certified Fresh" no Rotten Tomatoes. O crítico Cole Smithey, disse que "é um filme infantil medíocre baseado no retrabalho de uma fórmula já defeituosa gerada pelo mesmo autor." Piet Levy, do Milwaukee Journal Sentinel disse que "o que realmente arruina este  jogo é um par complicado de irmãos brigando no coração do conto cuja relação engole qualquer excitação potencial como um buraco negro  gigantesco."
Jette Kernion, do Cinematical escreveu que "Às vezes parecia que os eventos estavam ocorrendo apenas para que as crianças, ou as crianças  na plateia, pudessem aprender a lição um pouco mais." Mike Clark, do USA Today criticou a "dependência excessiva de efeitos especiais". Betty Jo Tucker, do ReelTalk disse que "embora cheio de peças incríveis e um forte senso de aventura, "Zathura" logo se torna irritante para assistir por causa de gritos quase contínuos por seus jovens co-estrelas."
Peter Howell, do Toronto Star disse que "ao procurar entreter adultos e  crianças, o diretor Jon Favreau (Elf) pode ter superado a mão um pouco no lado adulto." Roger Ebert, foi mais elogioso em seu comentário dizendo que o filme "não tem as correntes subterrâneas de ameaça arquetípica e a emoção genuína que informou "The Polar Express", [m]as funciona gloriosamente como ópera espacial."